# Ринко-Кастелчебро (Асти)
Ринко-Кастелчебро је насеље у Италији у округу Асти, региону Пијемонт.
Према процени из 2011. у насељу је живело 57 становника. Насеље се налази на надморској висини од 262 м.